# کمک! کمک! هاری!
کمک! کمک! هاری! (انگلیسی: Help! Help! Hydrophobia!) یک فیلم کوتاه کمدی به کارگردانی مک سنت است که در سال ۱۹۱۳ منتشر شد.

## گزیدهٔ بازیگران
- راسکو آرباکل
- وایولا بری
- نیک کاگلی